# Janusz Tadeusz Maciuszko
Janusz Tadeusz Maciuszko (12. března 1957, Varšava – 11. září 2020, tamtéž) byl polský církevní historik.
Odborně se zabýval zejména dějinami polské reformace. Vyučoval na Křesťanské teologické akademii ve Varšavě a na Evangelikální vyšší škole teologické ve Vratislavi.

## Z díla
- Konfederacja Warszawska 1573 roku. Geneza, pierwsze lata obowiązywania, Chrześcijańska Akademia Teologiczna, Warszawa 1984
- Symbole w religijności polskiej doby baroku i kontrreformacji, Chrześcijańska Akademia Teologiczna, Warszawa 1986
- Ewangelicka postyllografia polska XVI–XVIII wieku. Charakterystyka porównawcza – analiza – recepcja, Chrześcijańska Akademia Teologiczna, Warszawa 1987
- Wprowadzenie do nauk o religii, Chrześcijańska Akademia Teologiczna, Warszawa 1992
- Mikołaj Rej. Zapomniany teolog ewangelicki z XVI wieku, Chrześcijańska Akademia Teologiczna, Warszawa 2002